# 马蒂亚斯·赫普夫纳
马蒂亚斯·赫普夫纳（德語：Matthias Höpfner，1975年12月30日—），德国男子雪车运动员。他曾代表德国参加国际雪车联合会世界锦标赛，获得一枚金牌和一枚铜牌。他也曾参加2006年冬季奥林匹克运动会。